# Ellen Isabel Jones
Ellen Isabel Jones, de soltera Ellen Isabel Cotton (probablement 1870 – 1946), fou una suffragette anglesa. Era una col·laboradora propera d'Emmeline i Christabel Pankhurst, dirigents del moviment sufragista.
Es casà amb Ernest Williams Jones, un ferm defensor de la seua causa que en feia discursos a favor, una cosa gens usual en una època en què els hòmens podien ser acomiadats per mostrar suport als drets de les dones.

## Biografia
Al maig del 1914, Emmeline Pankhurst la va convidar a Belgravia per a llançar pedres a les finestres de les mansions de la classe dominant, que s'oposava a les demandes del sufragi femení. Ellen Jones sabia que era probable que l'arrestassen. La van portar al Tribunal de Magistrats de Bow Street; la van declarar culpable i la sentenciaren a pena de presó. A Holloway, Ellen Jones va fer cinc dies de vaga de "fam i set" en protesta per la prohibició al sufragi. Es va afeblir per això, i l'enviaren a una llar d'ancians. Se'n va escapolir i tornà a casa d'amagat. Va rebre una Medalla de Vaga de Fam al Valor per la WSPU. Els detalls d'aquests fets es troben en un arxiu dels seus treballs en The Women's Library de Londres.

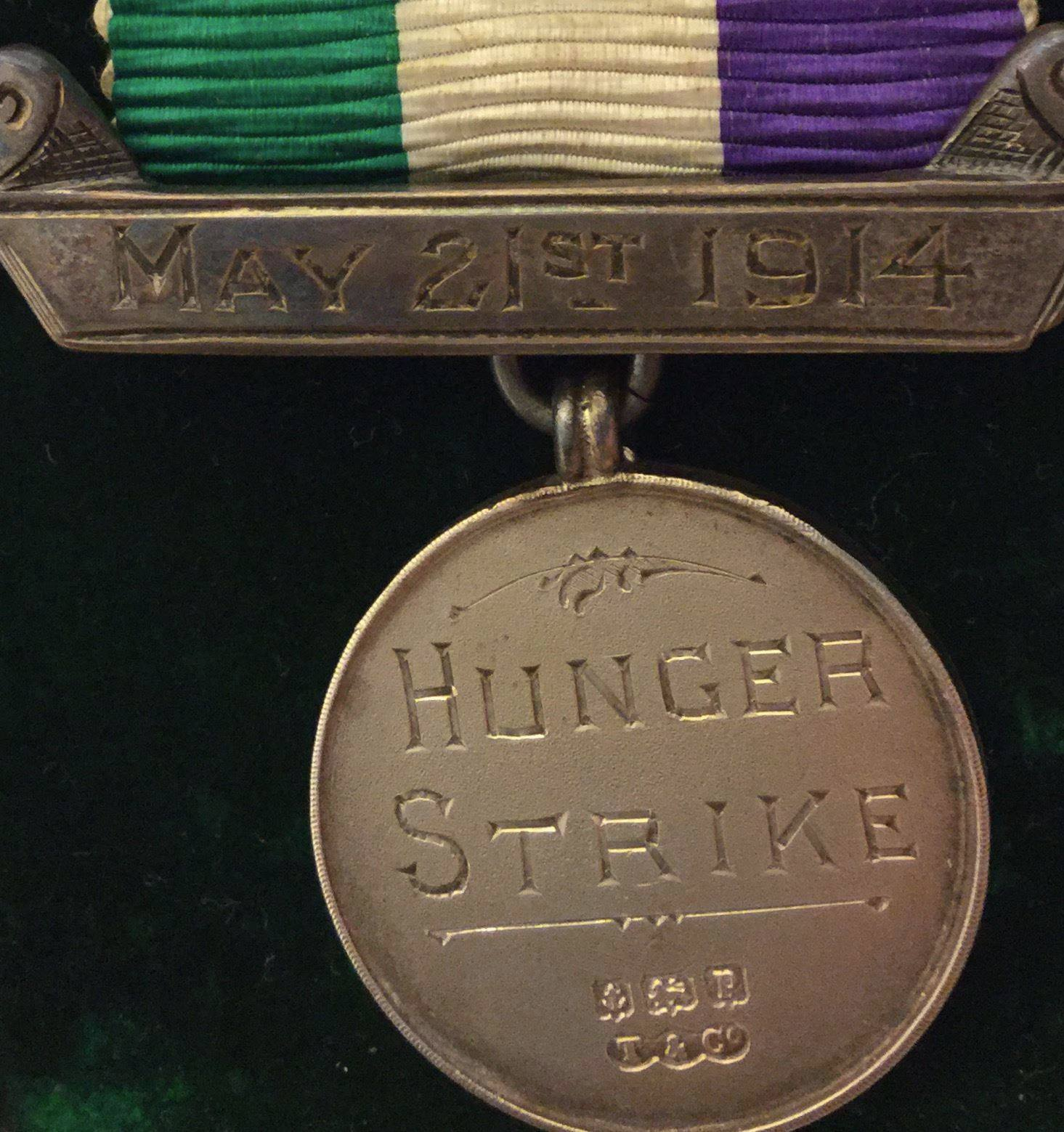
Medalla de vaga de fam d'Ellen Isabel Jones, concedida el 21 de maig del 1914

Aquesta col·lecció a hores d'ara és propietat de la London School of Economics, que es troba on abans era la WSPU.
Aquests fets es relataren en dues transmissions de la BBC News el 6 de febrer del 2018, en el centenari del sufragi, en la BBC News 24 i en la BBC Midlands Today.

Passà els 34 anys restants de la seua vida fugint. Va morir a Bedford.

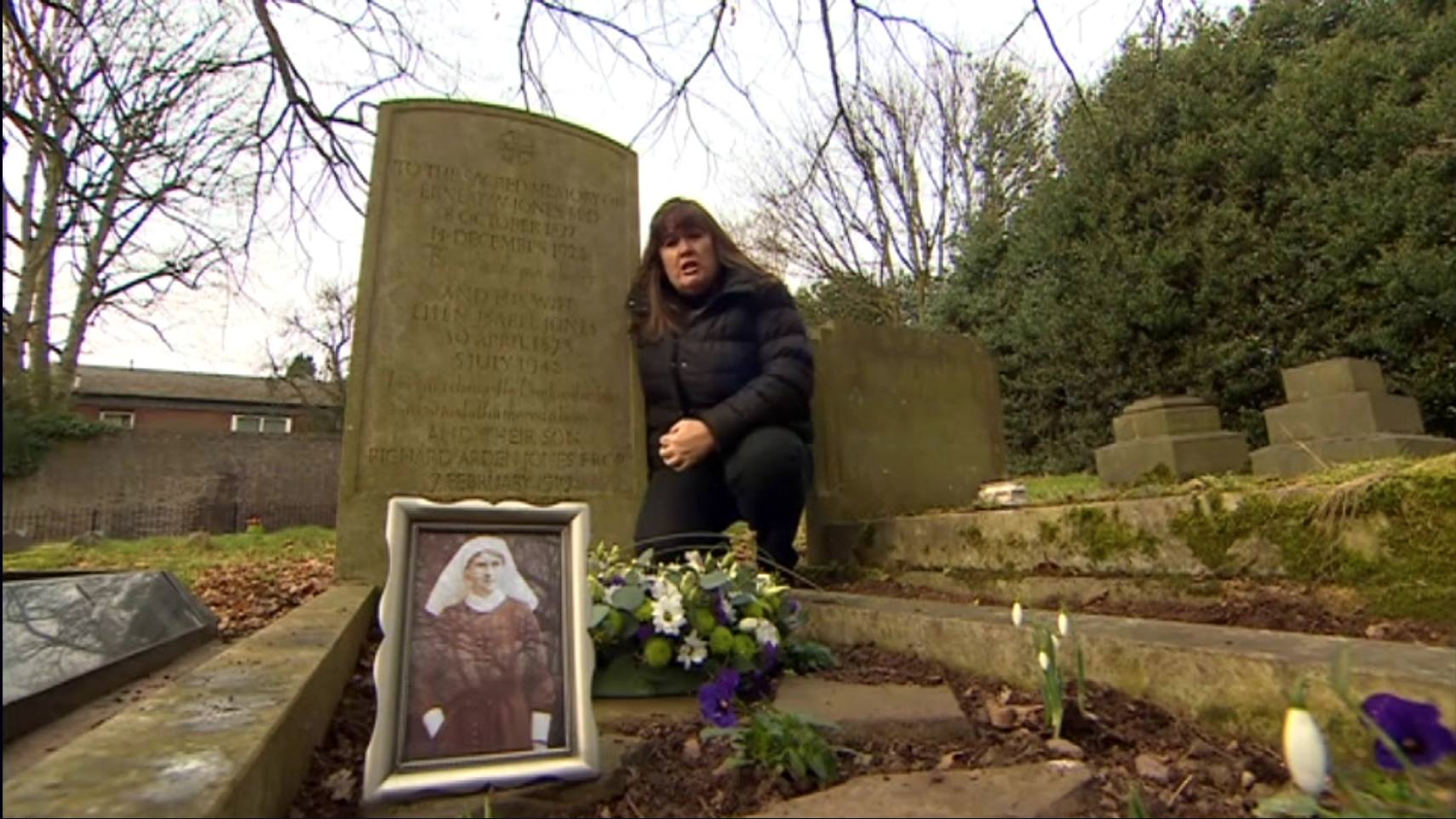
Lloc de descans d'Ellen Isabel Jones el 8 de febrer del 2018

Ellen Jones nasqué a Penkridge, Staffordshire. Es casà amb Ernest Williams Jones, d'Aldridge, Staffordshire, el primer metge general a rebre el títol de metge amb qui va tenir quatre fills.
En la Primera Guerra Mundial, un gran nombre de soldats, ferits a Somme, Passendale, Ieper o altres batalles devastadores, tornaren a Anglaterra amb necessitat d'assistència. El Dr. Jones i Ellen, com a infermera, van convertir sa casa en l'Hospital Auxiliar d'Aldridge per a atendre els soldats convalescents.